# Dzwonnik od świętego Floriana
Dzwonnik od świętego Floriana − zbiór 7 opowiadań autorstwa Edmunda Niziurskiego opowiadający o życiu dzieci i młodzieży na polskiej wsi w okresie międzywojennym.

## Utwory
- Strajk, Adach i ja
- Złodziej
- Zeszyt Weroniki
- Sierpniowa Przygoda
- Sekwestratorzy
- Skarb Tuhaj-beja
- Dzwonnik od Świętego Floriana